# Молодіжна збірна Північної Македонії з футболу
Молодіжна збірна Північної Македонії з футболу (мак. Фудбалската репрезентаціја на Македоніја) — національна футбольна збірна Північної Македонія гравців віком до 21 року, яка контролюється Футбольною федерацією Македонії. Молодіжна збірна Македонії жодного разу не потрапляла до фінальної стадії молодіжного чемпіонату Європи.

## Молодіжний чемпіонат Європи
- 1972 — 1992 — не брала участі (входила до складу молодіжної збірної Югославії)
- 1994 — не брала участі
- 1996 — 2015 — не пройшла кваліфікацію
- 2017 — груповий етап
- 2019 — не пройшла кваліфікацію
- 2021 — не пройшла кваліфікацію
- 2023 — не пройшла кваліфікацію
- 2025 — не пройшла кваліфікацію